# Estación de Las Tablas (Córdoba)
Las Tablas fue una estación ferroviaria situada en el municipio español de Córdoba en la provincia de Córdoba, comunidad autónoma de Andalucía. La estación se encuentra en el paraje conocido como "Las Tablas", del que toma el nombre, y a 9 kilómetros de la estación de Valchillón, final de la línea.

## Situación ferroviaria
Las instalaciones ferroviarias se encontraban situadas en el punto kilométrico 83,7 de la línea férrea de ancho ibérico Marchena-Valchillón, entre las estaciones de Guadalcázar y de Valchillón.

## Historia
La estación fue abierta al tráfico el 12 de octubre de 1885 con la puesta en marcha del tramo La Carlota a Valchillón de la línea que pretendía unir Marchena con Córdoba. El interés de tender un ferrocarril en esa zona existía desde 1857, y fueron muchas las propuestas que se plantearon debido a la importancia de las localidades de Écija y Carmona. La construcción y explotación de la línea fue llevada a cabo por la Compañía de los Ferrocarriles Andaluces, entrando en servicio en 1885.
Tras muchos años de servicio, la línea fue clausurada en 1970.

## Actualidad
En la actualidad la línea está acondicionada y reconvertida en Vía Verde. En el año 2007, ante el mal estado de la construcción, la estación fue demolida y hoy sólo queda en pie una vivienda de trabajadores que se encuentra en mal estado de conservación.